# 巴爾科赫巴起義

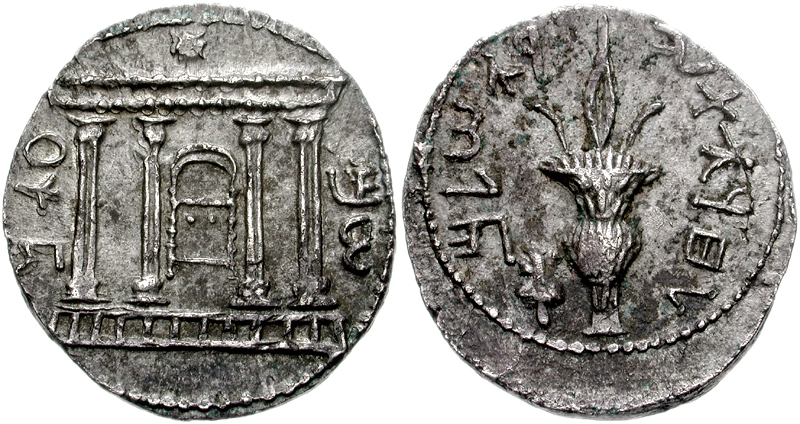
巴爾·科赫巴的四德拉克馬幣，一面是耶路撒冷聖殿正面，另一面是棗椰樹枝條及文字「為了耶路撒冷的自由」

巴爾科赫巴起義，也稱巴柯巴之亂或第三次猶太–羅馬戰爭，是西元132年－135年發生於羅馬帝國猶太行省的一次叛亂事件。此次戰爭是羅馬帝國境內猶太人發起的第三次（如果不計主要不在猶太行省發生的基多斯戰爭，則為第二次）大規模的叛亂，同時也是猶太人與羅馬帝國最後一次的戰爭。
巴爾·科赫巴指揮叛亂，曾經在猶太行省的部分地區建立起一個以色列國並維持達二年之久。羅馬皇帝哈德良出動6萬至12萬人的兵力鎮壓，135年，攻佔叛亂者最後一個要塞貝塔。根據卡西烏斯·狄奧記載，有58萬猶太人被殺，50個設防城鎮及985條村被摧毀，也有眾多羅馬人戰死。叛亂過後，哈德良廢除猶太行省，把它與敘利亞行省合併成立新的敘利亞巴勒斯坦行省。

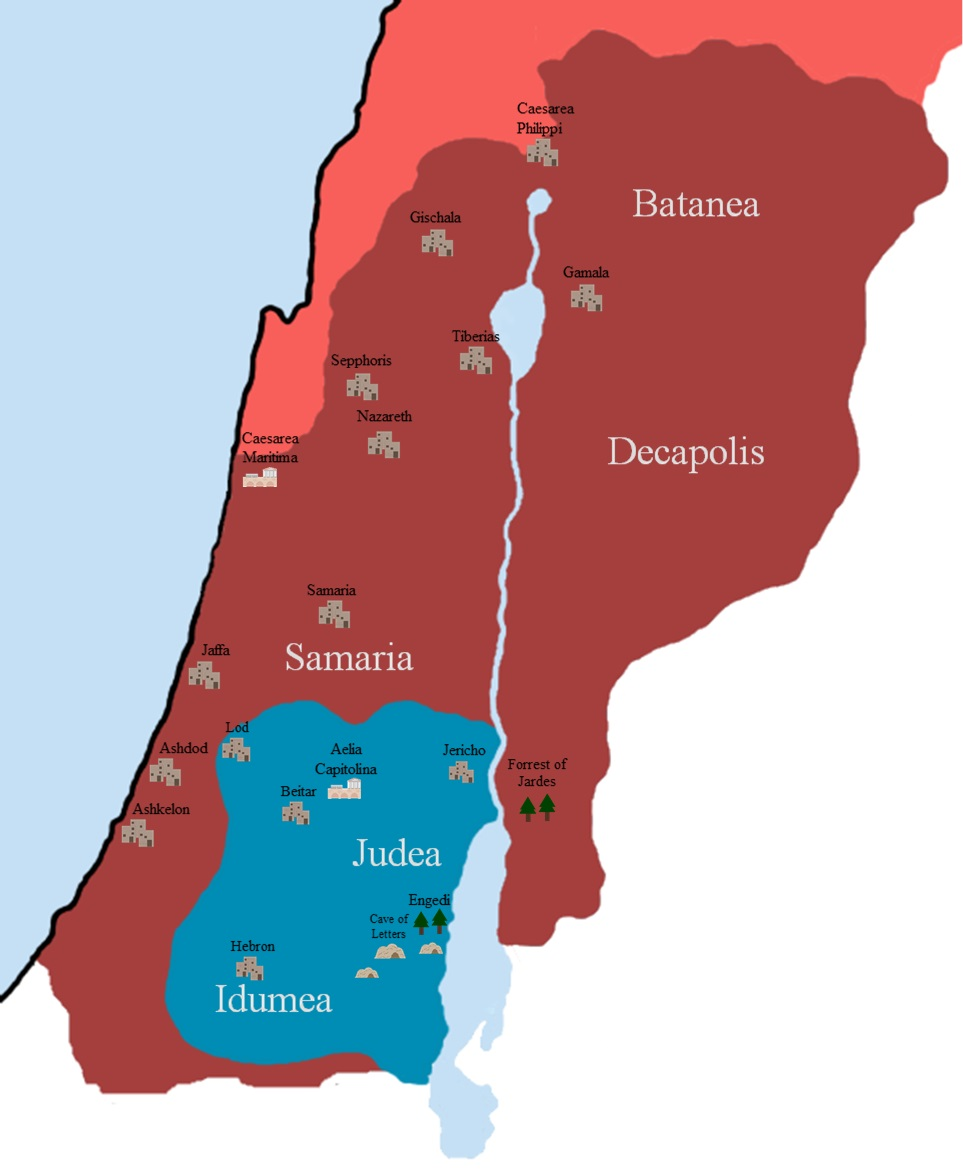
藍色為起義軍控制區